# Fritz Dörflinger
Friedrich Franz Ferdinand (genannt Fritz) Dörflinger (* 25. September 1879 in Feldkirchen; † nach dem 28. Juni 1945) war ein Klagenfurter Rechtsanwalt, Kommandant während des Kärntner Abwehrkampfes und als Politiker (Deutschdemokratische Partei, später Großdeutsche Volkspartei) bis 1927 Landtagsabgeordneter und Mitglied mehrerer Kärntner Landesregierungen.

## Leben
Dörflinger war der Sohn des Bezirksgerichts-Adjunkts Josef Dörflinger (* 20. August 1848; † 31. Juli 1901) und dessen Ehefrau Maria geborene Egger (* 7. Januar 1855; † 29. Mai 1941). Er war zunächst römisch-katholisch und konvertierte am 25. April 1905 zur Evangelischen Kirche A.B. Er heiratete am 3. November 1906 Katharina Abuja (* 29. Juli 1886; † 15. Dezember 1980), die Tochter von Matthias Abuja. Aus der Ehe ging mindestens eine Tochter hervor.
Er besuchte das Gymnasium in Klagenfurt, wo er 1898 die Matura ablegte, und absolvierte dann ein Jusstudium in Salzburg. Er wurde Rechtsanwaltskandidat und ab 1911 Rechtsanwalt in Klagenfurt.

## Weg in die Politik
Bereits als junger Rechtsanwalt in der ausgehenden österreichisch-ungarischen Monarchie engagierte Fritz Dörflinger sich in Vereinen, die der Deutschnationalen Bewegung zugeordnet werden können. Im Jahr 1908 wurde er, Zahlmeister der Klagenfurter Ortsgruppe des Salzburger Hochschulvereins , einer seit 1903 tätigen, nationalistisch gesinnten Vereinigung, außerdem betätigte er sich in der Klagenfurter Ortsgruppe des Verein Südmark, wo er 1914 stellvertretender Obmann wurde.
Zu Beginn des Ersten Weltkrieges war Dörflinger als Oberleutnant in Ostgalizien tätig. Im weiteren Kriegsverlauf stieg er in den Rang eines Hauptmannes auf und betätigte sich in der Militärgerichtsbarkeit. Nach Kriegsende wurde er als Repräsentant des Deutschen Volksvereins für Kärnten (= Deutsche Volkspartei) Abgeordneter in der provisorischen Kärntner Landesversammlung. Dort war er im Finanz- und im Wirtschaftsausschuss tätig. Dieser erste Kärntner Landtag trat am 11. November 1918 erstmals zusammen. Er war nicht unmittelbar demokratisch legitimiert, sondern als Übergangslösung bis zur Abhaltung regulärer Wahlen gedacht. Seine Zusammensetzung hatte man aus Ergebnissen der Reichsratswahl 1911 abgeleitet. Aufgrund des aufkommenden Konfliktes mit dem Königreich Jugoslawien, das Gebietsforderungen an Kärnten stellte und Teile des Landes militärisch besetzte, wurde die für das Jahr 1919 geplante Wahl verschoben. Die provisorische Landesversammlung agierte bis 1921 unter Führung des Landesverwesers Arthur Lemisch weiter.
Da Jugoslawien bis Ende November 1918 große Teile Südkärntens besetzt hatte und die gerade erst konstituierte Staatsregierung in Wien diesen Entwicklungen nichts entgegensetzen konnte, wurde die Kärntner Landesversammlung eigenmächtig aktiv. In der Sitzung am 5. Dezember 1918 brachte Fritz Dörflinger, gemeinsam mit Florian Gröger (SDAP) und Konrad Walcher (CSP), einen Dringlichkeitsantrag auf Widerstand gegen die jugoslawischen Gebietsansprüche ein. Im folgenden sogenannten Kärntner Abwehrkampf und im Vorfeld der Kärntner Volksabstimmung engagierte er sich militärisch wie politisch in der Verteidigung des Landes; er war Kommandant der Abwehr-Kompagnie Klagenfurt und im Kärntner Heimatdienst aktiv.

## Landesparteiobmann
Schon am 19. November 1918, wenig mehr als eine Woche nach Konstituierung der Landesversammlung, hatten die Vertreter des Kärntner Bauernbundes, der Deutschen Volkspartei, des Vereines der Alldeutschen und des Völkisch-sozialen Verbandes "Deutsche Einheit" sich unter dem Namen Deutschdemokratische Partei zusammengeschlossen. Fritz Dörflinger war zum Obmann dieses Parteienverbundes gewählt worden. Der Bauernbund blieb vorläufig als eigenständige Organisationseinheit bestehen, die deutschnationalen Parteien wurden hingegen vollständig eingegliedert. Als Obmann war es Dörflingers Aufgabe, ein gemeinsames Parteiprogramm zu entwickeln.
Auf dem Parteitag der Deutschdemokratischen Partei am 25. April 1920 wurde Dörflinger, der seine Obmannschaft offenbar zwischenzeitlich ruhend gestellt hatte, einstimmig wiedergewählt. Am 11. Juni 1920 wurde er als Ersatz für den verstorbenen Alois Hönlinger zum Landesrat gewählt und stieg damit vom einfachen Abgeordneten zu einem Mitglied der Landesregierung Lemisch I auf. Im Vorfeld der Landtagswahl 1921 zerbrach Dörflingers Deutschdemokratischen Partei teilweise – der Bauernbund hatte sich seiner vollständigen Eingliederung widersetzt und trat stattdessen einem Wahlbündnis mit der Deutschen Nationalsozialistischen Arbeiterpartei bei. Der verbliebene Rest der Deutschdemokratischen Partei kandidierte daraufhin mit Dörflinger als Spitzenkandidat für die Großdeutsche Volkspartei. Die Partei errang bei der Wahl 11,32 % bzw. 4 Mandate im 42 Sitze zählenden Kärntner Landtag. Die höchste Zustimmung erhielt man mit 32,47 % in Dörflingers Heimatstadt Klagenfurt. Er behielt in der nun amtierenden Landesregierung Gröger seine bisherige Funktion als Landesrat bei. Obwohl die Legislaturperiode auf nur drei Jahre festgesetzt worden war und die Wahl in Kärnten aufgrund der Volksabstimmung sowieso verspätet stattgefunden hatte, fanden schon 1923 erneut Landtagswahlenen statt. Für diese Wahl schloss sich Dörflingers Partei, die im vorhergegangenen Wahlkampf noch einen stark antisemitischen, antiklerikalen und auf den Anschluss an Deutschland gerichteten Wahlkampf betrieben hatte, mit dem Kärntner Landbund und der Christlichsoziale Partei zu einem gemäßigteren, bürgerlichen Bündnis namens Einheitsliste zusammen. Gemeinsames Ziel war die Abwahl des sozialdemokratischen Landeshauptmannes Gröger. Die Einheitsliste erreichte mit 54,76 % die Absolute Mehrheit, ihr Spitzenkandidat Vinzenz Schumy wurde neuer Landeshauptmann und Dörflinger, hinter dem christlichsozialen Franz Reinprecht drittplatzierter auf der Parteiliste, blieb wie bisher als Landesrat in der neuen Landesregierung. Im Vorfeld der Landtagswahl 1927 überwarfen sich Landbund und Christlichsoziale miteinander, der Landbund trat eigenständig an. Dörflingers Großdeutsche Volkspartei und die Christlichsoziale Partei behielten jedoch ihre Kooperation unter dem Namen Einheitsliste aufrecht. Auch die Deutsche Nationalsozialistische Arbeiterpartei schloss sich dem Bündnis an, das bei der Wahl 26,35 % erreichte. Fritz Dörflinger war nach wie vor Landesparteiobmann, hatte nicht mehr an wählbarer Stelle für den Landtag kandidiert. Spitzenkandidat und später Landesrat an seiner Stelle wurde Hans Angerer, Dörflinger war sein Stellvertreter.

## Weiteres Leben & Ermordung
Obwohl er dem neugewählten Landtag nicht mehr angehörte, wurde Fritz Dörflinger am Parteitag 1928 nochmals zum Landesparteiobmann der Großdeutschen Volkspartei gewählt. In den Jahren 1928 und 1929 musste Dörflinger als Zeuge in Zusammenhang mit der sogenannten Vici-Affäre aussagen. In dem aus dieser folgenden Gerichtsprozess („Schumy-Prozess“) ging es um die Verwicklung der Kärntner Politik in dubiose Holzgeschäfte mit dem italienischen Adeligen Giuseppe Vici einerseits und finanzielle Beteiligungen einzelner Politiker (darunter Dörflinger selbst) an einem Forstbetrieb, der dem Bruder des Landesrates Gustav Axmann gehörte, andererseits. Im Wahlkampf 1927 war die Affäre, die sich eigentlich schon 1921 zugetragen hatte, von einer Villacher Zeitung wieder aufgegriffen worden. Im Zuge dieser (wohl politisch motivierten) Kampagne attackierte das Blatt den noch amtierenden Landeshauptmann Schumy, aber auch Dörflingers Partei, heftig.
In den Folgejahren zog sich Dörflinger mehr und mehr von seinen öffentlichen Funktionen zurück, blieb jedoch im Hintergrund politisch und gesellschaftlich aktiv. Er gehörte weiterhin dem Verwaltungsrat der Zeitung Freie Stimmen an, die spätestens seit 1920 quasi die Parteizeitung der Großdeutschen Volkspartei in Kärnten gebildet hatte. 1931 wurde er Vorstand der nach internen Konflikten im Kunstverein Kärnten neugegründeten Vereinigung bildender Künstler in Kärnten. Seit 1934 war er stellvertretender Obmann des Khevenhüllerbundes, einer Vereinigung ehemaliger Soldaten des K.u.k. Infanterieregiment „Graf von Khevenhüller“ Nr. 7, von denen viele Heimkehrer 1918 und 1919 auch im Kärntner Abwehrkampf aktiv gewesen waren.
Die Großdeutschen Volkspartei wurde (wie alle anderen Parteien außer der christlichsozialen) nach der Selbstausschaltung des österreichischen Parlaments verboten. Nach dem Anschluss Österreichs trat Dörflinger politisch nicht mehr hervor. Dennoch wurde er nach Kriegsende 1945 verschleppt und aller Wahrscheinlichkeit nach ermordet. Am 29. Juni 1945 wurde er von Männern in englischer Uniform zu einer angeblichen Auskunftserteilung aus seiner Wohnung geholt und kehrte nicht mehr zurück. Die meisten Historiker schreiben die Tat jugoslawischen Partisanen zu, laut einem Dokumentarfilm aus dem Jahr 2013 könnten auch Mitglieder der Jüdischen Brigade die Tat begangen haben.

## Einordnung und Nachwirken
Fritz Dörflinger vertrat, trotz der Pragmatik, die er bei der Auswahl seiner politischen Partner an den Tag legte, eine konsequent deutschnationale, d. h. gegen die Bedingungen des Vertrages von Saint-Germain und auf den Anschluss Österreichs an Deutschland ausgerichtete Position. In der Vereinigung der beiden Staaten sah er den einzigen Ausweg aus den wirtschaftlichen und gesellschaftlichen Problemen seiner Zeit. In einem 1925 veröffentlichten Essay resümiert er folgendermaßen:

„Man Kann sicher annehmen, daß ein großer Teil der Arbeitslosen sich lieber durch ehrliche Arbeit fortbringen möchte, anstatt durch die Arbeitslosenunterstützung ihr Leben zu fristen. Die behinderte Gütererzeugung ist aber [...] insbesondere auf das Friedensdiktat von St. Germain zurückzuführen, das unserer Republik nicht die notwendigen Lebensbedingungen hinterließ. [...] Aus dieser Lage ersehen wir nach wie vor nur einen auf die Dauer wirksamen Ausweg, das ist der Anschluß an das große Wirtschaftsgebiet des Deutschen Reiches, den wir daher sowohl aus nationalen als auch aus wirtschaftlichen Gründen beharrlich anstreben müssen. Diese Erkenntnis wird nicht nur ein Gemeingut unseres Volkes werden, auch das Ausland wird sich auf die Dauer dieser Einsicht nicht verschließen können.“

Der Kärntner Abwehrkämpferbund ehrt Fritz Dörflinger nach wie vor als eine wichtige Persönlichkeit des Kärntner Abwehrkampfes. Im Klagenfurter Stadtteil St. Ruprecht ist eine Straße nach ihm benannt. Sie war in jüngerer Vergangenheit mehrfach Gegenstand der Diskussion um belastete Straßennamen. Eine von der Stadt eingesetzte Historikerkommission kam zu dem Ergebnis, dass Dörflinger sich «in den Kriegsjahren politisch nicht hervor[tat] und [...] 1945 von jugoslawischen Partisanen verschleppt und ermordet [wurde], sodass er aus heutiger Sicht unter Berücksichtigung seiner demokratisch legitimierten Funktion in den zwanziger Jahren eher als Opfer, denn als Täter zu sehen ist.» Trotzdem führt der Gedenkbeirat der Stadt Klagenfurt die Fritz-Dörflinger-Straße weiterhin auf seiner Liste belasteter Straßennamen.